# IC 1470
IC 1470 је емисиона маглина у сазвјежђу Цефеј која се налази на листи објеката дубоког неба у Индекс каталогу.
Деклинација објекта је + 60° 14' 32" а ректасцензија 23h 5m 10,4s. IC 1470 је још познат и под ознакама CED 208, Sh2-156.